# Anthony Beilenson
Anthony Charles Beilenson (ur. 26 października 1932 w New Rochelle, zm. 5 marca 2017 w Westwood, Los Angeles) – amerykański polityk, członek Partii Demokratycznej.

## Działalność polityczna
Od 1963 zasiadał w Zgromadzeniu Stanowym Kalifornii, a od 1967 zasiadał w Senacie stanu Kalifornia. Następnie od 3 stycznia 1977 do 3 stycznia 1993 przez osiem kadencji był przedstawicielem 23. okręgu, a od 3 stycznia 1993 do 3 stycznia 1997 przez dwie kadencje był przedstawicielem 24. okręgu wyborczego w stanie Kalifornia w Izbie Reprezentantów Stanów Zjednoczonych.